# Рафана
Рафана — античне місто у Зайорданні, місце розташування якого наразі невідоме.
Після переходу Палестини під владу римлян останні створили на суміжній території сучасних Йорданії, Сирії та Ізраїлю адміністративне об’єднання десяти еллінізованих міст – Декаполіс. Перший список його учасників (та єдиний, який містить саме десять міст) навів у своїй праці Пліній Старший (середина 1 століття н.е.). У ньому він зокрема зазначив місто Рафана, більше не відоме ані з якихось інших джерел, ані з нумізматичних пам’яток. Можливо відзначити, що станом на 2010-і роки невідомим залишається місцезнаходження ще одного міста Декаполіса зі списку Плінія – Діона, проте існування останнього підтверджується карбованою ним монетою та іншими античними авторами.

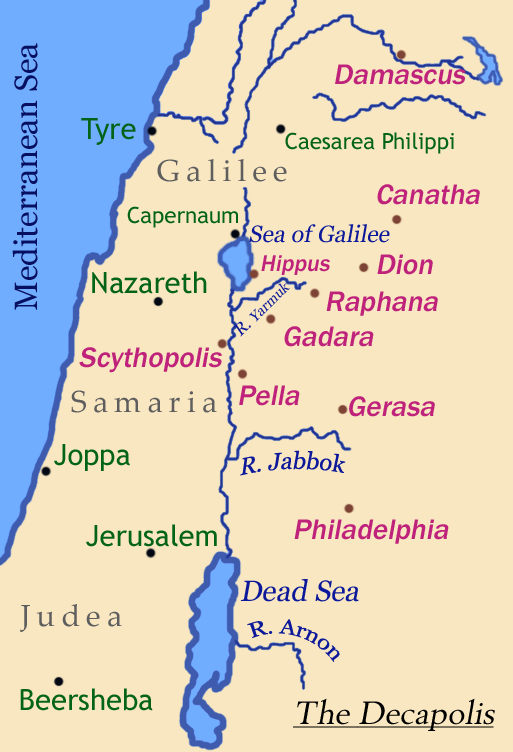
Карта Десятимістя. Розташування Рафани відповідає її ідентифікації з Абілою (Діон зображений на місці Тель-Ашарі)

Як наслідок, одним із напрямків пошуку Рафани є спроба її ідентифікації з якимось іншим населеним пунктом, наприклад, одним із зазначених у переліку міст «Декаполісу Келесирії», складеному географом 2 століття Клавдієм Птолемеєм. Останній зокрема включає:
1. Капітоліду, розташовану у Бейт-Рас на північній околиці міста Ірбід у північно-західній Йорданії. Цей район наближений до основного блоку міст Декаполісу (або навіть розташований всередині нього), а у Бейт-Рас виявили залишки значного міста, що випливає з наявності тут театра. Втім, сама Капітоліда відраховувала свою еру від 97/98 року н.е., що вирізняє її від інших міст Декаполісу з традиційною помпейською ерою, котра починається у рік переходу під владу римлян (64/63 до н.е).
2. Абілу, руїни якої виявлено в районі Квейльбех між Капітолідою та каньоном річки Ярмук (так само у північно-західній Йорданії). Це місто не згадується у списку Плінія, проте карбувало монету із зазначенням помпейської ери, а його розташування так само наближене (або розташоване всередині) основного блоку міст Декаполісу. 
Також існують спроби прив'язати Рафану до кількох пунктів на території сучасної Сирії, північніше від каньону Ярмука:
3. У Книзі Маккавеїв описується рейд юдеїв до Зайордання в початковий період їх повстання проти Селевкідів. Повертаючись з району Босри, військо Юди Маккавея підійшло до потоку, переправу через який заступив зі своїм військом грецький полководець Тимофій, котрий став «перед Рафоном».  У наступній битві юдеї перемогли супротивника, переслідуючи якого знищили язичницький храм в Карнаїні, відомому з інших джерел як Аштарот (від імені східної богині Астарти). Це дає змогу припустити розташування Рафани за п'ять кілометрів на захід від сучасного міста Тафас (провінція Дар’а) на пагорбі Тель-Ашарі, по інший бік Ваді-ал-Ехрер від якого знаходиться пагорб Тель-Аштарот. Мандрівники кінця 19 – початку 20 століття засвідчували наявність на Тель-Ашарі численних слідів будівель римського періоду – барабанів колон, іонічних капітелей, сидінь невеликого – 20 метрів у діаметрі – театру. Втім, існують вагомі підстави ідентифікувати це місце із згаданим вище іншим загадковим містом Декаполісу Діоном.
4. Існує версія про розташування Рафани ще далі на північ в районі Шейх-Міскіна, північніше від якого є селище Ер-Рафе. Вона також враховує свідчення про рейд Юди Маккавея, проте припускає дещо інший шлях його війська.
5. Нарешті, ще одне припущення пов'язує Рафану із Ель-Масмія на північній межі вулканічного плато Леджа (антична Трахонітида). Тут наявні суттєві руїни римського періоду, а у старовину це селище було відоме як «Phaena» або «Phanae».